# محمد الفاسي
محمد الفاسي (1908م، فاس - 1991م)، سياسي وكاتب وباحث مغربي. يعد محمد الفاسي من بين الموقعين على وثيقة 11 ينايـر للمطالبة باستقلال المغرب. وهو أول وزير تعليم للمغرب بعد الاستقلال، وأيضا أول وزير للتعليم في تاريخ المغرب.

## مسيرته
ولد السياسي والباحث محمد الفاسي سنة 1908م بمدينة فاس، وبدأ تعليمه بها ثم التحق بفرنسا فحصل على الإجازة من جامعة السربون، ثم دبلوم الدراسات العليا من معهد الدراسات الشرقية بباريس، وكان متشبعا بروح الوطنية، والدفاع عن قضايا المغرب ضد الاستعمار الفرنسي، فأسس هو وجماعة من رفاقه الطلبة جمعية للدفاع عن قضية بلاده، وكان معهم من المؤسسين لمجلة "maghreb"مغرب" بتنسيق مع المتعاطفين مع القضية الوطنية من الفرنسيين، كما ساهم في تأسيس «جمعية طلبة شمال إفريقيا» التي كان لها دور كبير في توعية الشباب وتثقيفه، بعد ذلك التقى بالأمير شكيب أرسلان، وتعاون معه في الدفاع عن القضية العربية، وقضية المغرب بالأخص.

## المناصب التي شغلها قبل الاستقلال
- أستاذا بالدار البيضاء، وثانوية مولاي يوسف بالرباط.
- أستاذ بمعهد الدروس العليا، والمعهد المولوي الذي أنشأه محمد الخامس لتعليم وتربية الأمراء.
- مدير جامعة القرويين.

## المناصب التي شغلها بعد الاستقلال
- وزير التربية الوطنية والفنون الجميلة في حكومة البكاي بن مبارك الأولى.[7][8]
- رئيسا للجامعة المغربية والبحث العلمي سنة 1958 م.
- رئيسا للمجلس التنفيذي في اليونسكو 1958-1966.
- عضوا بالديوان الملكي.

## مؤلفاته
من مؤلفات وتحقيقات الأستاذ محمد الفاسي:
- أزهار البساتين في أخبار الأندلس والمغرب على عهد المرابطين والموحدين لجان جيرو وطارو - تعريب - بمشاركة أحمد بلا فريج.
- محمد بن عثمان المكناسي صفحات من تاريخ الغرب في القرن الثامن عشر.
- أبو العباس الجراوي شاعر الخلافة الموحدية.
- الأدب الشعبي المغربي (الملحون).
- أنس الفقير وعز الحقير لأبي العباس بن قنفذ -تحقيق-.
- الإكسير في فكاك الأسير لابن عثمان المكناسي -تحقيق-.
- انس الساري والسارب من أقطار المغارب إلى منتهى الآمال والمآرب والأعاجم والأعارب لمؤلفه ابن مليح السراج -تحقيق-.
- الرحلة المغربية (رحلة العبدري)- تحقيق وتعليق.

## وفاته
توفي الباحث محمد الفاسي سنة 1991م.

## وصلات خارجية
- محمد الفاسي على موقع أرشيف الشارخ.